# Sankt Bartlmä (Dietfurt an der Altmühl)
Sankt Bartlmä ist ein Gemeindeteil der Stadt Dietfurt an der Altmühl im Landkreis Neumarkt in der Oberpfalz.

## Geografie
Die Einöde befindet sich etwa zwei Kilometer nordöstlich von Dietfurt und ist an der Breitenbrunner Laber gelegen.

## Geschichte
Die unmittelbar an die Gebäude des Gehöftes angebaute katholische Kirche St. Bartholomäus, eine ehemalige Jagdkapelle der Herren von Wildenstein, stammt aus romanischer Zeit. Erstmals wird die Kapelle im zwölften Jahrhundert urkundlich erwähnt. Im 17. Jahrhundert wurde das Gotteshaus umgestaltet.
Während des Dreißigjährigen Krieges wurde die Kapelle schwer beschädigt und in veränderter Form wieder aufgebaut. In der Nähe der Kirche soll sich eine Eremiten-Klause befunden haben. Die Stoffe für die Kutten der Franziskanermönche des nahegelegenen Klosters Dietfurt wurden von einer am Gehöft gelegenen Mühle gewalkt.
Bis zum 1. Januar 1972 gehörte die Einöde zur bis dahin selbstständigen Gemeinde Wildenstein. Danach wurde Sankt Bartlmä im Zuge der Gebietsreform in Bayern zur Stadt Dietfurt an der Altmühl eingemeindet.